# Kleomedes
Kleomedes (gr. Κλεoμήδης łac. Cleomedes) – żyjący prawdopodobnie w II wieku astronom grecki. Autor dwutomowego podręcznika astronomii Κυκλική θεωρία μετεώρων (Kyklike theoria meteoron - Nauka o ruchu obrotowym ciał niebieskich). Kleomedes wyznawał filozofię stoicką.
Jego imieniem nazwano jeden z kanałów księżycowych kanał Cleomedes oraz krater, z którym ten kanał się łączy – krater Cleomedes